# Ibuki (1909)
El Ibuki (伊吹?) fue el líder de la Clase Ibuki de cruceros de la Armada Imperial Japonesa, participando en la Primera Guerra Mundial.

## Historial
Construido en los astilleros de Kure, el proyecto inicial era una mejora de la precedente Clase Tsukuba de cruceros acorazados. Dado que el Ibuki fue puesto en grada casi dos años después que su gemelo Kurama, experimentó una innovación en buques japoneses, siendo el primero en equipar turbinas de vapor en lugar de los motores recíprocos hasta entonces empleados. En 1912 fue reclasificado, al igual que el resto de cruceros acorazados de la flota japonesa, como crucero de batalla. En 1921 fue nuevamente reclasificado, en esa ocasión como crucero de primera clase. 
Su papel en la Primera Guerra Mundial fue la escolta a transportes de tropas del ANZAC. A causa de las limitaciones del Tratado Naval de Washington tuvo que ser retirado del servicio, por lo que tras tan sólo trece años de servicio, fue desmantelado en Kure a lo largo de 1922. En 1923 fue dado de baja del listado naval y al año siguiente sería desguazado.

## Galería de imágenes

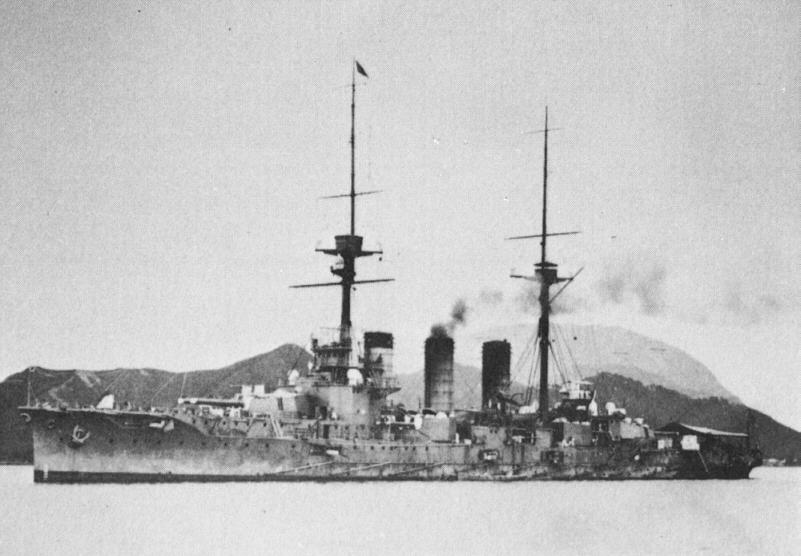
El Ibuki alrededor del año 1914.

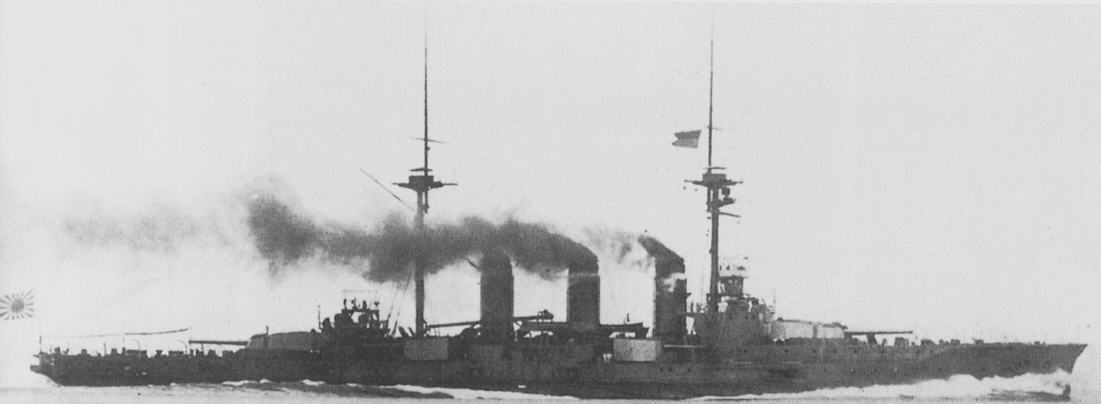
El Ibuki a alta velocidad.